# Nimbus (personagem)
Nimbus é um personagem da Turma da Mônica. Foi criado em 1994 por Mauricio de Sousa, inspirado em seu filho Mauro Takeda. Aparece ocasionalmente nas histórias. Nimbus é o irmão de Do Contra. Nimbus, assim como Cascão, também tem medo de trovões, mas ao mesmo tempo nutre interesse por meteorologia, o que também foi inspirado em Mauro.
Uma das habilidades especiais de Nimbus é que ele sabe fazer mágicas.
Nimbus aparece nas histórias com um cabelo grande, camiseta laranja, com quadradinhos, calção, e tênis branco, com cadarço e parte de baixo azul-escuras. É menor, e mais gordo que seu irmão, o Do Contra.